# Qualifications des épreuves d'escrime aux Jeux olympiques d'été de 2020
Les qualifications des épreuves d'escrime aux Jeux olympiques d'été de 2020 s'étendent du 4 avril 2016 au 4 avril 2020. Elles sont dépendantes des résultats des différentes épreuves des coupes du monde 2018-2019 et 2019-2020 qui constituent le premier critère de qualification, ainsi que de quatre tournois de qualification olympique organisés autour du monde.
Comme en 2016, les quotas de sélections prévoient un total de 212 escrimeurs qualifiés pour cette édition des Jeux olympiques.

## Système de qualification

### Principes généraux
Deux critères permettent d'obtenir une qualification olympique. Ils sont, par ordre chronologique : le critère du classement de la Fédération internationale d'escrime (FIE), dont la date butoir est le 4 avril 2020. Les escrimeurs non-retenus par ce biais peuvent obtenir leur qualification via le tournoi de qualification de leur zone d'appartenance (quatre zones : Afrique, Amériques, Asie-Océanie, Europe). Ces critères sont communs aux trois armes (épée, fleuret, sabre), seuls varient le nombre d'escrimeurs qualifiés selon l'arme, en fonction de la tenue (ou non) d'un tournoi individuel et par équipes.
Dans tous les cas :
- Le nombre d'escrimeurs représentant un même pays est limité à trois.
- Le premier critère de classement permet de retenir plus d'un seul escrimeur par pays, mais les places supplémentaires, qu'elles soient octroyées par le biais du classement ou du tournoi de qualification olympique, n'ouvrent la qualification qu'à un seul escrimeur par pays.
- Le tournoi de qualification olympique de chaque zone n'est ouvert qu'aux escrimeurs dont le pays n'est pas encore représenté.
- Le pays hôte dispose d'un total de huit places lui permettant de repêcher tout escrimeur ayant échoué à se qualifier. Il ne peut en revanche pas sélectionner plus de trois tireurs par épreuve (deux pour les épreuves uniquement individuelles).

### Processus et quotas de qualification
| Processus de qualification               | Places | Notes |
| ---------------------------------------- | ------ | --- |
| Classement FIE par équipes               | 12     | Les quatre équipes les mieux classées du classement FIE. Trois escrimeurs qualifiés par équipe, disputant l'épreuve individuelle et par équipes.                                                                        |
| Classement FIE par équipes et par zone   | 12     | Les quatre équipes les mieux classées de chaque zone. Une équipe classée au-delà de la seizième place n'est pas qualifiable. Trois escrimeurs qualifiés par équipe, disputant l'épreuve individuelle et par équipes.    |
| Places supplémentaires du classement FIE | 6      | Deux escrimeurs des zones Asie-Océanie et Europe, un seul des zones Amériques et Afrique. Un seul escrimeur qualifiable par pays. Seuls les escrimeurs dont le pays n'est pas représenté par équipes sont qualifiables. |
| Tournoi de qualification olympique       | 4      | Un escrimeur qualifié par zone. Le tournoi est réservé aux escrimeurs dont le pays n'est pas encore représenté. |
| Places réservées au pays hôte            | 0/3    | Équipes et escrimeurs choisis par le pays organisateur. Le total d'escrimeurs japonais qualifiés par ce procédé ne peut dépasser huit unités (hommes et femmes confondus).                                              |

### Étapes
| Critère de sélection                             | Dates            | Lieu     |
| ------------------------------------------------ | ---------------- | -------- |
| Classement FIE                                   | 5 avril 2021     | —        |
| Tournoi de qualification de la zone Asie-Océanie | 15—30 avril 2021 | Séoul    |
| Tournoi de qualification de la zone Afrique      | 15—30 avril 2021 | Le Caire |
| Tournoi de qualification de la zone Amériques    | 15—30 avril 2021 | Panama   |
| Tournoi de qualification de la zone Europe       | 15—30 avril 2021 | Madrid   |

Note : En raison de la  pandémie de Covid-19, toutes les compétitions internationales prévues en 2020 sont reportées à 2021.

## Répartition globale des places
Pour cette première édition des Jeux olympiques à six épreuves par équipes, trois nations sont parvenues à qualifier une équipe dans chaque épreuve : la Russie, l'Italie et les États-Unis, ces derniers bien aidés par le manque de concurrence des nations américaines et de leur manque de moyens les privant de certains déplacements en coupe du monde. Derrière ce trio, le pays-hôte bénéficiant de huit places qualificatives, peut aligner jusqu'à 16 tireurs.
| Nation          | Hommes     | Hommes     | Hommes     | Hommes      | Hommes      | Hommes      | Femmes     | Femmes     | Femmes     | Femmes      | Femmes      | Femmes      | Total |
| Nation          | Individuel | Individuel | Individuel | Par équipes | Par équipes | Par équipes | Individuel | Individuel | Individuel | Par équipes | Par équipes | Par équipes | Total |
| Nation          | Épée       | Fleuret    | Sabre      | Épée        | Fleuret     | Sabre       | Épée       | Fleuret    | Sabre      | Épée        | Fleuret     | Sabre       | Total |
| --------------- | ---------- | ---------- | ---------- | ----------- | ----------- | ----------- | ---------- | ---------- | ---------- | ----------- | ----------- | ----------- | ----- |
| Algérie         |            | 1          | 1          |             |             |             |            | 1          | 1          |             |             |             | 4     |
| Allemagne       |            | 3          | 3          |             | vrai        | vrai        |            | 1          |            |             |             |             | 7     |
| Argentine       |            |            |            |             |             |             |            |            | 1          |             |             |             | 1     |
| Azerbaïdjan     |            |            |            |             |             |             |            |            | 1          |             |             |             | 1     |
| Brésil          |            | 1          |            |             |             |             |            | 1          |            |             |             |             | 2     |
| Canada          | 1          | 3          | 1          |             | vrai        |             |            | 3          | 1          |             | vrai        |             | 9     |
| Chili           |            |            |            |             |             |             |            | 1          |            |             |             |             | 1     |
| Chine           | 3          | 1          | 1          | vrai        |             |             | 3          | 1          | 3          | vrai        |             | vrai        | 12    |
| Colombie        |            |            |            |             |             |             |            | 1          |            |             |             |             | 1     |
| Corée du Sud    | 3          | 1          | 3          | vrai        |             | vrai        | 3          | 1          | 3          | vrai        |             | vrai        | 14    |
| Égypte          | 1          | 3          | 3          |             | vrai        | vrai        |            | 3          | 1          |             | vrai        |             | 11    |
| Espagne         |            | 1          |            |             |             |             |            |            |            |             |             |             | 1     |
| Estonie         |            |            |            |             |             |             | 3          |            |            | vrai        |             |             | 3     |
| États-Unis      | 3          | 3          | 3          | vrai        | vrai        | vrai        | 3          | 3          | 3          | vrai        | vrai        | vrai        | 18    |
| France          | 3          | 3          | 1          | vrai        | vrai        |             | 1          | 3          | 3          |             | vrai        | vrai        | 14    |
| Géorgie         |            |            | 1          |             |             |             |            |            |            |             |             |             | 1     |
| Grande-Bretagne |            | 1          |            |             |             |             |            |            |            |             |             |             | 1     |
| Grèce           |            |            |            |             |             |             |            |            | 1          |             |             |             | 1     |
| Hong Kong       |            | 3          |            |             | vrai        |             | 3          |            |            | vrai        |             |             | 6     |
| Hongrie         | 1          |            | 3          |             |             | vrai        |            | 3          | 3          |             | vrai        | vrai        | 10    |
| Inde            |            |            |            |             |             |             |            |            | 1          |             |             |             | 1     |
| Iran            |            |            | 3          |             |             | vrai        |            |            |            |             |             |             | 3     |
| Italie          | 3          | 3          | 3          | vrai        | vrai        | vrai        | 3          | 3          | 3          | vrai        | vrai        | vrai        | 18    |
| Japon           | 3          | 3          | 3          | vrai        | vrai        | vrai        | 1          | 3          | 3          |             | vrai        | vrai        | 16    |
| Kazakhstan      | 1          |            |            |             |             |             |            |            |            |             |             |             | 1     |
| Kirghizistan    | 1          |            |            |             |             |             |            |            |            |             |             |             | 1     |
| Maroc           | 1          |            |            |             |             |             |            |            |            |             |             |             | 1     |
| Mexique         |            | 1          |            |             |             |             |            |            |            |             |             |             | 1     |
| Ouzbékistan     |            |            | 1          |             |             |             | 1          |            | 1          |             |             |             | 3     |
| Pays-Bas        | 1          |            |            |             |             |             |            |            |            |             |             |             | 1     |
| Pérou           |            |            |            |             |             |             | 1          |            |            |             |             |             | 1     |
| Pologne         |            |            |            |             |             |             | 3          | 1          |            | vrai        |             |             | 4     |
| Roumanie        |            |            | 1          |             |             |             | 1          |            |            |             |             |             | 2     |
| Russie          | 3          | 3          | 3          | vrai        | vrai        | vrai        | 3          | 3          | 3          | vrai        | vrai        | vrai        | 18    |
| Sénégal         |            |            |            |             |             |             | 1          |            |            |             |             |             | 1     |
| Singapour       |            |            |            |             |             |             | 1          | 1          |            |             |             |             | 2     |
| Suisse          | 3          |            |            | vrai        |             |             |            |            |            |             |             |             | 3     |
| Tchéquie        | 1          | 1          |            |             |             |             |            |            |            |             |             |             | 2     |
| Tunisie         |            | 1          | 1          |             |             |             | 1          | 1          | 3          |             |             | vrai        | 7     |
| Turquie         |            |            |            |             |             |             |            | 1          |            |             |             |             | 1     |
| Ukraine         | 3          |            |            | vrai        |             |             | 1          |            | 1          |             |             |             | 5     |
| Venezuela       | 1          |            | 1          |             |             |             |            |            |            |             |             |             | 2     |
| Total           | 36         | 36         | 36         | 9           | 9           | 9           | 34         | 34         | 36         | 8           | 8           | 9           | 212   |

## Qualification messieurs

### Épée par équipes
Les qualifications à l'épée par équipes messieurs et dames concluent la période se concluent le 23 mars 2021, c'est la dernière compétition qualificative par équipes toutes armes confondues. C'est aussi la première à voir l'échec d'une équipe africaine à obtenir sa qualification, l'Égypte se classant finalement 17e mondiale à 3 points du sésame olympique. Présence constante dans le top 16 de chaque coupe du monde, l'équipe égyptienne paie sa contre-performance des Championnats du monde d'escrime 2019, dont les points comptent double, où elle s'était inclinée dès les seizièmes de finale. Seule l'équipe de France s'est qualifiée pour les Jeux avant cette dernière étape, décisive pour les sept autres tickets. Quatre équipes européennes occupent la tête du classement, ouvrant la voie à l'équipe de Russie. Les États-Unis, sans grande concurrence, prennent la place américaine et la Corée du Sud le quota asiatique, échouant à deux points du top 4. Le Japon est le grand perdant de l'ultime compétition à Kazan, quatrième nation mondiale avant la compétition, qui est dépassé par la Corée et la Chine, troisième de la compétition, pour récupérer le quota africain vacant. Sous la houlette du maître d'armes Hugues Obry depuis 2016, l'équipe chinoise est passée durant cette olympiade de la 20e place du classement mondial à la sixième.
| Processus de qualification                                     | Places | Qualifiés                    |
| -------------------------------------------------------------- | ------ | ---------------------------- |
| 4 équipes les mieux classées du classement FIE                 | 4      | France Italie Ukraine Suisse |
| Équipe asiatique-océanienne la mieux classée                   | 1      | Corée du Sud                 |
| Équipe européenne la mieux classée                             | 1      | Russie                       |
| Équipe américaine la mieux classée                             | 1      | États-Unis                   |
| Quota africain redistribué à la meilleure équipe non-qualifiée | 1      | Chine                        |
| Place supplémentaire pour le pays organisateur                 | 1      | Japon                        |
| Total                                                          |        |                              |

| Rang | Équipe       | Pts |
| ---- | ------------ | --- |
| 1    | France       | 355 |
| 2    | Italie       | 304 |
| 3    | Ukraine      | 282 |
| 4    | Suisse       | 268 |
| 5    | Corée du Sud | 266 |
| 6    | Chine        | 252 |
| 7    | Russie       | 241 |
| 8    | Japon        | 230 |
| 9    | Hongrie      | 229 |
| 10   | États-Unis   | 191 |
| 11   | Kazakhstan   | 180 |
| 12   | Danemark     | 166 |
| 13   | Israël       | 164 |
| 14   | Espagne      | 145 |
| 15   | Allemagne    | 140 |
| 16   | Estonie      | 135 |

### Épée individuelle
A la différence de l'épée dames, les premiers repêchés individuels sont tous des escrimeurs très bien classés, à commencer par le Hongrois Gergely Siklósi, l'un des trois nos 1 mondiaux non-qualifié par équipes obtenant sa place par le biais du classement individuel. Suit Masaru Yamada (quatrième), dont l'équipe nationale comprend deux autres membres du top 16, Kazuyasu Minobe et Satoru Uyama et présente les meilleures chances d'être repêchée par le comité olympique japonais. Par ordre de classement suivent Bas Verwijlen, septième, Rubén Limardo, neuvième, Ruslan Kurbanov (treizième) et Houssam El Kord (dix-septième).
Les qualifications de l'épée messieurs se terminent par les quatre tournois de qualification olympique. Le tournoi africain est logiquement dominé par le candidat égyptien, 59e du classement FIE mais pourtant seulement 4e mieux classé de son propre pays au classement mondial. Le tournoi asiatique voit la victoire du Kirghize Roman Petrov, 170e mondial qui bat en finale le favori vietnamien Nguyễn Tiến Nhật, tandis que l'espoir tchèque Jakub Jurka (43e) domine le très relevé tournoi européen. En conclusion, le Canadien Marc-Antoine Blais-Bélanger (97e) surprend tour à tour José Félix Domínguez, Jhon Édison Rodríguez et Yunior Reytor Venet, les trois favoris du tournoi, pour décrocher l'ultime place pour les Jeux.
| Processus de qualification                              | Places | Qualifiés |
| ------------------------------------------------------- | ------ | --- |
| Membres d’équipes qualifiées automatiquement            | 24     | Yannick Borel (FRA) Daniel Jérent (FRA) Alexandre Bardenet (FRA) Romain Cannone (FRA) Andrea Santarelli (ITA) Enrico Garozzo (ITA) Marco Fichera (ITA) Ihor Reizlin (UKR) Bohdan Nikishyn (UKR) Roman Svichkar (UKR) Max Heinzer (SUI) Benjamin Steffen (SUI) Michele Niggeler (SUI) Park Sang-young (KOR) Kweon Young-jun (KOR) Ma Se-geon (KOR) Wang Zijie (CHN) Lan Minghao (CHN) Dong Chao (CHN) Sergey Bida (ROC) Pavel Sukhov (ROC) Sergey Khodos (ROC) Jacob Hoyle (USA) Curtis McDowald (USA) Yeisser Ramirez (USA) |
| 2 escrimeurs les mieux classées de la zone Europe       | 2      | Gergely Siklósi (HUN) Bas Verwijlen (NED) |
| 2 escrimeurs les mieux classées de la zone Asie-Océanie | 2      | Masaru Yamada (JPN) Ruslan Kurbanov (KAZ) |
| L'escrimeur le mieux classé de la zone Amériques        | 1      | Rubén Limardo (VEN) |
| L'escrimeur le mieux classé de la zone Afrique          | 1      | Houssam El Kord (MAR) |
| Tournoi de qualification : Europe                       | 1      | Jakub Jurka (CZE) |
| Tournoi de qualification : Asie-Océanie                 | 1      | Roman Petrov (KGZ) |
| Tournoi de qualification : Amériques                    | 1      | Marc-Antoine Blais-Bélanger (CAN) |
| Tournoi de qualification : Afrique                      | 1      | Mohamed El-Sayed (EGY) |
| Places supplémentaires pour le pays organisateur        | 2      | Kazuyasu Minobe (JPN) Koki Kanō (JPN) |
| Total                                                   |        | |

| Rang | Nom             | Pts |
| ---- | --------------- | --- |
| 1    | Gergely Siklósi | 184 |
| 4    | Masaru Yamada   | 164 |
| 7    | Bas Verwijlen   | 133 |
| 9    | Rubén Limardo   | 103 |
| 13   | Ruslan Kurbanov | 83  |
| 17   | Houssam El Kord | 72  |

### Fleuret par équipes
Les qualifications de fleuret par équipes, messieurs et dames, sont les seules à avoir suivi leur cours prévu, la dernière compétition qualificative pour les Jeux olympiques s'étant déroulée en  février 2020. Les quatre équipes favorites, emmenées par une équipe américaine victorieuse lors de sept des huit tournois qualificatifs, obtiennent les quatre places directement qualificatives. L'équipe de Hong Kong, menaçante jusqu'à sa contre-performance lors du dernier tournoi de qualification, échoue à six points de la Russie, quatrième mondiale, ce qui élimine la seconde équipe asiatique, la Corée du Sud, sixième mondiale. C'est à l'Allemagne, première équipe européenne non-qualifiée mais seulement dixième au classement, que profite l'échec de Hong Kong. L'Égypte, huitième nation mondiale, obtient sa qualification en tant que meilleure équipe africaine et le Canada, quatorzième, se qualifie en tant que meilleure équipe américaine.
| Processus de qualification                     | Places | Qualifiés                       |
| ---------------------------------------------- | ------ | ------------------------------- |
| 4 équipes les mieux classées du classement FIE | 4      | États-Unis France Italie Russie |
| Équipe asiatique-océanienne la mieux classée   | 1      | Hong Kong                       |
| Équipe africaine la mieux classée              | 1      | Égypte                          |
| Équipe européenne la mieux classée             | 1      | Allemagne                       |
| Équipe américaine la mieux classée             | 1      | Canada                          |
| Place supplémentaire pour le pays organisateur | 1      | Japon                           |
| Total                                          |        |                                 |

| Rang | Équipe          | Pts |
| ---- | --------------- | --- |
| 1    | États-Unis      | 448 |
| 2    | France          | 344 |
| 3    | Italie          | 280 |
| 4    | Russie          | 268 |
| 5    | Hong Kong       | 262 |
| 6    | Corée du Sud    | 250 |
| 7    | Japon           | 228 |
| 8    | Égypte          | 213 |
| 9    | Chine           | 211 |
| 10   | Allemagne       | 203 |
| 11   | Grande-Bretagne | 177 |
| 12   | Pologne         | 161 |
| 13   | Ukraine         | 156 |
| 14   | Canada          | 152 |
| 15   | Danemark        | 140 |
| 16   | Brésil          | 115 |

### Fleuret individuel
Les qualifications individuelles du fleuret hommes et femmes closent le cycle des sélections par le biais du classement individuel. Tous les membres du top 10 étant membres d'équipes qualifiées, les qualifiés se rassemblent essentiellement entre la onzième et la vingtième place. Ils sont menés par le très régulier Sud-Coréen Lee Kwang-hyun, jamais médaillé durant la période des qualifications mais très souvent placé en quarts de finale, tandis que le Japonais Takahiro Shikine décroche une qualification sur le fil en étant finaliste du Grand Prix de Doha, dernière épreuve du calendrier. Capitalisant sur sa finale surprise des championnats du monde 2019, Marcus Mepstead prend la première place européenne et Carlos Llavador, vainqueur de son premier tournoi durant la période qualificative, la seconde. Guilherme Toldo et Mohamed Samandi remportent les tickets américain et africain respectivement.
| Processus de qualification                              | Places | Qualifiés |
| ------------------------------------------------------- | ------ | --- |
| Membres d’équipes qualifiées automatiquement            | 24     | Gerek Meinhardt (USA) Alexander Massialas (USA) Nick Itkin (USA) Enzo Lefort (FRA) Julien Mertine (FRA) Maxime Pauty (FRA) Alessio Foconi (ITA) Andrea Cassarà (ITA) Daniele Garozzo (ITA) Kirill Borodachev (ROC) Anton Borodachev (ROC) Vladislav Mylnikov (ROC) Cheung Ka Long (HKG) Cheung Siu Lun (HKG) Choi Chun Yin (HKG) Alaaeldin Abouelkassem (EGY) Mohamed Essam (EGY) Mohamed Hamza (EGY) Benjamin Kleibrink (GER) Peter Joppich (GER) André Sanità (GER) Maximilien van Haaster (CAN) Alex Cai (CAN) Eli Schenkel (CAN) |
| 2 escrimeurs les mieux classées de la zone Europe       | 2      | Marcus Mepstead (GBR) Carlos Llavador (ESP) |
| 2 escrimeurs les mieux classées de la zone Asie-Océanie | 2      | Lee Kwang-hyun (KOR) Takahiro Shikine (JPN) |
| L'escrimeur le mieux classé de la zone Amériques        | 1      | Guilherme Toldo (BRA) |
| L'escrimeur le mieux classé de la zone Afrique          | 1      | Mohamed Samandi (TUN) |
| Tournoi de qualification : Europe                       | 1      | Alexander Choupenitch (CZE) |
| Tournoi de qualification : Asie-Océanie                 | 1      | Huang Mengkai (CHN) |
| Tournoi de qualification : Amériques                    | 1      | Diego Cervantes (MEX) |
| Tournoi de qualification : Afrique                      | 1      | Salim Heroui (ALG) |
| Places supplémentaires pour le pays organisateur        | 2      | Toshiya Saitō (JPN) Kyōsuke Matsuyama (JPN) |
| Total                                                   |        | |

| Rang | Nom              | Pts |
| ---- | ---------------- | --- |
| 11   | Lee Kwang-hyun   | 119 |
| 12   | Takahiro Shikine | 111 |
| 14   | Marcus Mepstead  | 103 |
| 17   | Guilherme Toldo  | 92  |
| 18   | Carlos Llavador  | 89  |
| 37   | Mohamed Samandi  | 42  |

### Sabre par équipes
Les qualifications par équipes et individuelles du sabre masculins se sont closes lors du même tournoi, à Budapest, les 13 et 14 mars 2021. Derrière l'équipe de Corée du Sud championne du monde en titre, la Hongrie, l'Italie et l'Allemagne obtiennent une qualification directe. Dans ces qualifications très serrées, où les huit équipes qualifiées figurent aux neuf premières places du classement mondial, l'équipe malheureuse est celle de France, éliminée au cours d'un duel à distance contre la Russie lors de l'ultime tournoi. Comptant quelques points de retard à l'approche du tournoi, les Français, vainqueurs du Sabre de Wołodyjowski comptant pour la qualification olympique en février 2020, échouent finalement en quarts de finale contre les allemands et voient la Russie, vainqueur de ce tournoi 
obtenir la qualification. L'Iran, les États-Unis et l'Égypte se qualifient également au terme d'un parcours bien moins chaotique.
| Processus de qualification                     | Places | Qualifiés                             |
| ---------------------------------------------- | ------ | ------------------------------------- |
| 4 équipes les mieux classées du classement FIE | 4      | Corée du Sud Hongrie Italie Allemagne |
| Équipe européenne la mieux classée             | 1      | Russie                                |
| Équipe asiatique-océanienne la mieux classée   | 1      | Iran                                  |
| Équipe américaine la mieux classée             | 1      | États-Unis                            |
| Équipe africaine la mieux classée              | 1      | Égypte                                |
| Place supplémentaire pour le pays organisateur | 1      | Japon                                 |
| Total                                          |        |                                       |

| Rang | Équipe          | Pts |
| ---- | --------------- | --- |
| 1    | Corée du Sud    | 412 |
| 2    | Hongrie         | 320 |
| 3    | Italie          | 312 |
| 4    | Allemagne       | 300 |
| 5    | Russie          | 276 |
| 6    | Iran            | 236 |
| 7    | France          | 234 |
| 8    | États-Unis      | 223 |
| 9    | Égypte          | 188 |
| 10   | Roumanie        | 187 |
| 11   | Chine           | 184 |
| 12   | Géorgie         | 179 |
| 13   | Japon           | 168 |
| 14   | Ukraine         | 151 |
| 15   | Canada          | 150 |
| 16   | Grande-Bretagne | 133 |

### Sabre individuel
En marge de la qualification des équipes nationales, les six premiers qualifiés nommément pour les Jeux sont les six membres d'équipes non-qualifiées se distinguant par leur classement individuel. Trois d'entre eux sont membres du top 16 : Boladé Apithy, Sandro Bazadze et Farès Ferjani, deux parmi les 32 meilleurs mondiaux obtiennent une qualification logique tandis que le Japonais Kento Yoshida prend, sauf en cas de repêchage de son équipe nationale par le comité olympique japonais, l'ultime place qualificative avec sa 44e place au classement.
| Processus de qualification                             | Places | Qualifiés |
| ------------------------------------------------------ | ------ | --- |
| Membres d’équipes qualifiées automatiquement           | 24     | Oh Sang-uk (KOR) Gu Bon-gil (KOR) Kim Jung-hwan (KOR) Luca Curatoli (ITA) Luigi Samele (ITA) Enrico Berrè (ITA) Áron Szilágyi (HUN) András Szatmári (HUN) Csanád Gémesi (HUN) Max Hartung (GER) Matyas Szabo (GER) Benedikt Wagner (GER) Mojtaba Abedini (IRI) Ali Pakdaman (IRI) Mohammad Rahbari (IRI) Kamil Ibragimov (ROC) Veniamin Reshetnikov (ROC) Konstantin Lokhanov (ROC) Eli Dershwitz (USA) Daryl Homer (USA) Andrew Mackiewicz (USA) Mohamed Amer (EGY) Ziad El-Sissy (EGY) Mohab Samer (EGY) |
| 2 escrimeurs les mieux classés de la zone Europe       | 2      | Boladé Apithy (FRA) Sandro Bazadze (GEO) |
| 2 escrimeurs les mieux classés de la zone Asie-Océanie | 2      | Xu Yingming (CHN) Kento Yoshida (JPN) |
| L'escrimeur le mieux classé de la zone Amériques       | 1      | Shaul Gordon (CAN) |
| L'escrimeur le mieux classé de la zone Afrique         | 1      | Farès Ferjani (TUN) |
| Tournoi de qualification : Europe                      | 1      | Iulian Teodosiu (ROU) |
| Tournoi de qualification : Asie-Océanie                | 1      | Sherzod Mamutov (UZB) |
| Tournoi de qualification : Amériques                   | 1      | José Quintero (VEN) |
| Tournoi de qualification : Afrique                     | 1      | Akram Bounabi (ALG) |
| Places supplémentaires pour le pays organisateur       | 2      | Kaito Streets (JPN) Tomohiro Shimamura (JPN) |
| Total                                                  |        | |

| Rang | Nom            | Pts |
| ---- | -------------- | --- |
| 6    | Boladé Apithy  | 164 |
| 7    | Sandro Bazadze | 143 |
| 13   | Farès Ferjani  | 103 |
| 22   | Shaul Gordon   | 74  |
| 25   | Xu Yingming    | 59  |
| 44   | Kento Yoshida  | 34  |

## Qualification dames

### Épée par équipes
Les qualifications à l'épée sont les dernières à avoir lieu par équipes. L'équipe de Chine est la seule équipe qualifiée avant même la dernière étape disputée à Kazan. Les résultats du dernier tournoi de qualification produisent des effets sur les équipes qualifiées : comme chez les hommes, aucune équipe africaine n'est parvenue à intégrer le top 16 et la place réservée à une équipe du continent est attribuée à une autre équipe. Cette non-qualification s'est jouée lors d'une ultime confrontation entre le Japon et l'Égypte dans le match du classement pour la treizième place, remportée par le Japon. Une victoire égyptienne aurait placée les deux équipes à égalité de points, l'Égypte prenant le meilleur grâce à son titre aux championnats d'Afrique. Finaliste de ce tournoi, la Corée du Sud accroche la quatrième place du classement général, avec deux points d'avance sur les États-Unis et quatre sur l'Italie, ce qui qualifie la modeste équipe de Hong Kong, quinzième nation mondiale, en tant que meilleure équipe asiatique non-qualifiée et sort l'Ukraine, huitième du classement, des places qualificatives. Dans le quatuor de tête, la Pologne, vainqueur à Kazan, s'approche de l'équipe de Chine et la Russie, toujours placée, garde une marge sérieuse sur ses concurrents. C'est l'Estonie qui récupère le quota africain.
| Processus de qualification                                     | Places | Qualifiés                         |
| -------------------------------------------------------------- | ------ | --------------------------------- |
| 4 équipes les mieux classées du classement FIE                 | 4      | Chine Pologne Russie Corée du Sud |
| Équipe américaine la mieux classée                             | 1      | États-Unis                        |
| Équipe européenne la mieux classée                             | 1      | Italie                            |
| Équipe asiatique-océanienne la mieux classée                   | 1      | Hong Kong                         |
| Quota africain redistribué à la meilleure équipe non-qualifiée | 1      | Estonie                           |
| Place supplémentaire pour le pays organisateur                 | —      | Non-retenu                        |
| Total                                                          |        |                                   |

| Rang | Équipe       | Pts |
| ---- | ------------ | --- |
| 1    | Chine        | 344 |
| 2    | Pologne      | 338 |
| 3    | Russie       | 312 |
| 4    | Corée du Sud | 290 |
| 5    | États-Unis   | 288 |
| 6    | Italie       | 286 |
| 7    | Estonie      | 228 |
| 8    | Ukraine      | 212 |
| 9    | France       | 205 |
| 10   | Hongrie      | 178 |
| 11   | Allemagne    | 173 |
| 12   | Roumanie     | 163 |
| 13   | Canada       | 156 |
| 14   | Suisse       | 153 |
| 15   | Hong Kong    | 151 |
| 16   | Japon        | 138 |

### Épée individuelle
Sur le plan individuel, la qualification de l'équipe hongkongaise permet à la 42e mondiale Nozomi Satō de récupérer le quota qui aurait pu être attribué à la septième mondiale Kong Man Wai et, par glissement, à une escrimeuse plus modeste encore de prendre la place de seconde meilleure escrimeuse issue d'un pays asiatique non-qualifié : l'Ouzbèque Malika Khakimova, 76e mondiale. La non-qualification d'une équipe africaine est sans conséquence pour la Tunisienne Sarra Besbes, onzième du classement et assurée de recevoir le ticket individuel africain, de même que la Brésilienne Nathalie Moellhausen, quatrième mondiale. La no 1 mondiale Ana Maria Popescu est, avec Gergely Siklósi et Olha Kharlan, l'une des trois têtes de file d'un classement individuel à se qualifier par le biais de son classement personnel, les Roumaines, championnes olympiques en titre, ayant sombré à la douzième place mondiale. De justesse, la Française Coraline Vitalis, à égalité de points avec l'Ukrainienne Olena Kryvytska, décroche le second quota européen à la faveur de son titre aux Championnats d'Europe d'escrime 2019.
| Processus de qualification                               | Places | Qualifiées |
| -------------------------------------------------------- | ------ | --- |
| Membres d’équipes qualifiées automatiquement             | 24     | Lin Sheng (CHN) Sun Yiwen (CHN) Zhu Mingye (CHN) Aleksandra Jarecka (POL) Ewa Trzebińska (POL) Renata Knapik-Miazga (POL) Violetta Kolobova (ROC) Aizanat Murtazaeva (ROC) Yulia Lichagina (ROC) Choi In-jeong(KOR) Kang Young-mi (KOR) Song Se-ra (KOR) Kelley Hurley (USA) Katharine Holmes (USA) Courtney Hurley (USA) Mara Navarria (ITA) Federica Isola (ITA) Rossella Fiamingo (ITA) Katrina Lehis (EST) Erika Kirpu (EST) Julia Beljajeva (EST) Kong Man Wai (HKG) Kaylin Hsieh (HKG) Lin Yik Hei (HKG) |
| 2 escrimeuses les mieux classées de la zone Europe       | 2      | Ana Maria Popescu (ROU) Coraline Vitalis (FRA) |
| 2 escrimeuses les mieux classées de la zone Asie-Océanie | 2      | Nozomi Satō (JPN) Malika Khakimova (UZB) |
| L'escrimeuse la mieux classée de la zone Amériques       | 1      | Nathalie Moellhausen (BRA) |
| L'escrimeuse la mieux classée de la zone Afrique         | 1      | Sarra Besbes (TUN) |
| Tournoi de qualification : Europe                        | 1      | Olena Kryvytska (UKR) |
| Tournoi de qualification : Asie-Océanie                  | 1      | Kiria Tikanah Abdul Rahman (SIN) |
| Tournoi de qualification : Amériques                     | 1      | María Luisa Doig (PER) |
| Tournoi de qualification : Afrique                       | 1      | Ndeye Binta Diongue (SEN) |
| Places supplémentaires pour le pays organisateur         | —      | Non-retenu |
| Total                                                    |        | |

| Rang | Nom                  | Pts  |
| ---- | -------------------- | ---- |
| 1    | Ana Maria Popescu    | 176  |
| 4    | Nathalie Moellhausen | 145  |
| 9    | Coraline Vitalis     | 111  |
| 11   | Sarra Besbes         | 104  |
| 42   | Nozomi Satō          | 41,5 |
| 76   | Malika Khakimova     | 23   |

### Fleuret par équipes
Les qualifications de fleuret par équipes, messieurs et dames, sont les seules à avoir suivi leur cours prévu, la dernière compétition qualificative pour les Jeux olympiques s'étant déroulée en février 2020. De même que chez les hommes, ce sont la Russie, l'Italie, la France et les États-Unis qui occupent les quatre premières places, avec la Russie faisant figure d'épouvantail. Le pays-hôte, le Japon, obtient grâce à sa régularité sa qualification. C'est par ailleurs la seule équipe en dehors des quatre premières à figurer sur le podium d'un tournoi qualificatif, troisième du Challenge international de Saint-Maur en décembre 2019. Le Canada se qualifie à la sixième position comme meilleure équipe américaine, tandis que la Hongrie obtient sa qualification de justesse en devançant de deux points la Pologne, qui manque sa qualification 
en perdant la finale de classement pour la troisième place lors du dernier tournoi qualificatif contre l'équipe de France, au Caire. L'équipe féminine d'Égypte, à la quinzième place du classement, ne réplique pas la performance de ses homologues masculins mais assure sa qualification olympique comme meilleure équipe africaine.
| Processus de qualification                     | Places | Qualifiés                       |          |
| ---------------------------------------------- | ------ | ------------------------------- | -------- |
| 4 équipes les mieux classées du classement FIE | 4      | Russie Italie France États-Unis |          |
| Équipe asiatique-océanienne la mieux classée   | 1      | Japon                           |          |
| Équipe américaine la mieux classée             | 1      | Canada                          |          |
| Équipe européenne la mieux classée             | 1      | Hongrie                         |          |
| Équipe africaine la mieux classée              | 1      | Égypte                          |          |
| Place supplémentaire pour le pays organisateur | —      | Qualifié                        | Qualifié |
| Total                                          | 8      | 8                               |          |

| Rang | Équipe       | Pts |
| ---- | ------------ | --- |
| 1    | Russie       | 436 |
| 2    | Italie       | 364 |
| 3    | France       | 308 |
| 4    | États-Unis   | 304 |
| 5    | Japon        | 258 |
| 6    | Canada       | 219 |
| 7    | Hongrie      | 204 |
| 8    | Corée du Sud | 203 |
| 9    | Pologne      | 202 |
| 10   | Chine        | 199 |
| 11   | Allemagne    | 185 |
| 12   | Espagne      | 153 |
| 13   | Ukraine      | 153 |
| 14   | Hong Kong    | 151 |
| 15   | Égypte       | 126 |
| 16   | Roumanie     | 109 |

### Fleuret individuel
En conclusion des qualifications par le biais du classement individuel, l'épreuve dames du Grand Prix de Doha a produit deux qualifications de dernière minute : la Chinoise Chen Qingyuan, finaliste malheureuse de l'épreuve, marque assez de points pour prendre le premier ticket asiatique devant la Coréenne Jeon Hee-sook et priver sa compatriote Shi Yue d'une place aux Jeux olympiques. La seconde surprise revient à la gagnante du second ticket européen, derrière l'Allemande Leonie Ebert déjà assurée d'une place aux Jeux avant la compétition : la Turque İrem Karamete, auteure au meilleur moment possible d'un premier quart de finale en coupe du monde avec une victoire de prestige contre Arianna Errigo. Malgré une défaite en tableau préliminaire, Inès Boubakri demeure la fleurettiste africaine la mieux classée. Plus loin au classement, la Colombienne Saskia Loretta van Erven Garcia glane le ticket américain grâce à la qualification par équipes des États-Unis et du Canada.
| Processus de qualification                               | Places | Qualifiées |
| -------------------------------------------------------- | ------ | --- |
| Membres d’équipes qualifiées automatiquement             | 24     | Inna Deriglazova (ROC) Adelina Zagidullina (ROC) Larisa Korobeynikova (ROC) Alice Volpi (ITA) Arianna Errigo (ITA) Martina Batini (ITA) Ysaora Thibus (FRA) Pauline Ranvier (FRA) Anita Blaze (FRA) Lee Kiefer (USA) Nicole Ross (USA) Jacqueline Dubrovich (USA) Yūka Ueno (JPN) Sera Azuma (JPN) Ryō Azuma (JPN) Jessica Guo (CAN) Eleanor Harvey (CAN) Kelleigh Ryan (CAN) Fanni Kreiss (HUN) Kata Kondricz (HUN) Flóra Pásztor (HUN) Noha Hany (EGY) Yara El-Sharkawy (EGY) Noura Mohamed (EGY) |
| 2 escrimeuses les mieux classées de la zone Europe       | 2      | Leonie Ebert (GER) İrem Karamete (TUR) |
| 2 escrimeuses les mieux classées de la zone Asie-Océanie | 2      | Chen Qingyuan (CHN) Jeon Hee-sook (KOR) |
| L'escrimeuse la mieux classée de la zone Amériques       | 1      | Saskia van Erven (COL) |
| L'escrimeuse la mieux classée de la zone Afrique         | 1      | Inès Boubakri (TUN) |
| Tournoi de qualification : Europe                        | 1      | Martyna Jelińska (POL) |
| Tournoi de qualification : Asie-Océanie                  | 1      | Amita Berthier (SIN) |
| Tournoi de qualification : Amériques                     | 1      | Katina Proestakis (CHI) |
| Tournoi de qualification : Afrique                       | 1      | Meriem Mebarki (ALG) |
| Places supplémentaires pour le pays organisateur         | —      | Qualifié |
| Total                                                    |        | |

| Rang | Nom                    | Pts   |
| ---- | ---------------------- | ----- |
| 9    | Chen Qingyuan          | 111   |
| 11   | Jeon Hee-sook          | 97    |
| 17   | Leonie Ebert           | 90    |
| 22   | Inès Boubakri          | 64,5  |
| 32   | İrem Karamete          | 48    |
| 39   | S. L. van Erven Garcia | 43,75 |

### Sabre par équipes
Comme pour les hommes, les qualifications du sabre dames par équipes se concluent au tournoi de Budapest le 14 mars 2021. La Russie domine le classement par équipes 
devant un duo franco-italien à égalité de points et la Corée du Sud. Les championnes olympiques en titre ukrainiennes sont éliminées par l'équipe de Hongrie qui occupe la cinquième place mondiale. Sans grande concurrence continentale, les États-Unis obtiennent le quota américain et la Chine, avec une avance confortable sur le Japon, celui de l'Asie. Seulement 17e au début du tournoi, en compétition avec le Venezuela pour la 16e place mondiale qualificative pour les Jeux, l'équipe de Tunisie se qualifie en huitièmes de finale du tournoi de Budapest et se classe 16e, performance suffisante pour faire basculer le classement en sa faveur grâce à l'échec de l'équipe vénézuélienne en seizièmes de finale.
| Processus de qualification                     | Places | Qualifiés                         |
| ---------------------------------------------- | ------ | --------------------------------- |
| 4 équipes les mieux classées du classement FIE | 4      | Russie Italie France Corée du Sud |
| Équipe européenne la mieux classée             | 1      | Hongrie                           |
| Équipe asiatique-océanienne la mieux classée   | 1      | Chine                             |
| Équipe américaine la mieux classée             | 1      | États-Unis                        |
| Équipe africaine la mieux classée              | 1      | Tunisie                           |
| Place supplémentaire pour le pays organisateur | 1      | Japon                             |
| Total                                          |        |                                   |

| Rang | Équipe       | Pts |
| ---- | ------------ | --- |
| 1    | Russie       | 382 |
| 2    | Italie       | 308 |
| 3    | France       | 308 |
| 4    | Corée du Sud | 296 |
| 5    | Hongrie      | 258 |
| 6    | Ukraine      | 242 |
| 7    | États-Unis   | 236 |
| 8    | Pologne      | 228 |
| 9    | Chine        | 226 |
| 10   | Japon        | 198 |
| 11   | Espagne      | 173 |
| 12   | Allemagne    | 163 |
| 13   | Azerbaïdjan  | 157 |
| 14   | Turquie      | 149 |
| 15   | Canada       | 144 |
| 16   | Tunisie      | 143 |

### Sabre individuel
Seules deux escrimeuses dont l'équipe n'est pas qualifiée obtenant un ticket olympique par le biais de leur classement figurent dans le top 16 mondial : la no 1 Olha Kharlan et Theodóra Gkountoúra, toutes deux médaillées aux derniers championnats du monde. Suivent la Japonaise Misaki Emura, potentiellement repêchée par équipes et la Canadienne Gabriella Page, respectivement 22e et 25e du classement mondiale. Deux qualifiées sont hors du top 32 : Nada Hafez, 35e, qui bénéficie de la qualification in extremis de l'équipe de Tunisie (sans laquelle elle se serait inclinée devant à Amira Ben Chaabane, 31e mondiale), et l'Indienne Bhavani Devi Chadalavada, 42e, première représentante de son pays aux Jeux olympiques dans une épreuve d'escrime.
| Processus de qualification                               | Places | Qualifiées |
| -------------------------------------------------------- | ------ | --- |
| Membres d’équipes qualifiées automatiquement             | 24     | Sofia Velikaïa (ROC) Olga Nikitina (ROC) Sofia Pozdniakova (ROC) Irene Vecchi (ITA) Rossella Gregorio (ITA) Martina Criscio (ITA) Manon Brunet (FRA) Cécilia Berder (FRA) Charlotte Lembach (FRA) Kim Ji-yeon (KOR) Yoon Ji-su (KOR) Choi Soo-yeon (KOR) Anna Márton (HUN) Liza Pusztai (HUN) Renáta Katona (HUN) Anne-Elizabeth Stone (USA) Mariel Zagunis (USA) Dagmara Wozniak (USA) Shao Yaqi (CHN) Qian Jiarui (CHN) Yang Hengyu (CHN) Amira Ben Chaabane (TUN) Yasmine Daghfous (TUN) Nadia Ben Azizi (TUN) |
| 2 escrimeuses les mieux classées de la zone Europe       | 2      | Olha Kharlan (UKR) Theodóra Gkountoúra (GRE) |
| 2 escrimeuses les mieux classées de la zone Asie-Océanie | 2      | Misaki Emura (JPN) Bhavani Devi Chadalavada (IND) |
| L'escrimeuse la mieux classée de la zone Amériques       | 1      | Gabriella Page (CAN) |
| L'escrimeuse la mieux classée de la zone Afrique         | 1      | Nada Hafez (EGY) |
| Tournoi de qualification : Europe                        | 1      | Anna Bashta (AZE) |
| Tournoi de qualification : Asie-Océanie                  | 1      | Zaynab Dayibekova (UZB) |
| Tournoi de qualification : Amériques                     | 1      | María Belén Pérez Maurice (ARG) |
| Tournoi de qualification : Afrique                       | 1      | Kaouther Mohamed Belkebir (ALG) |
| Places supplémentaires pour le pays organisateur         | 2      | Chika Aoki (JPN) Norika Tamura (JPN) |
| Total                                                    |        | |

| Rang | Nom                      | Pts   |
| ---- | ------------------------ | ----- |
| 1    | Olha Kharlan             | 297   |
| 13   | Theodóra Gkountoúra      | 116   |
| 22   | Misaki Emura             | 62,25 |
| 30   | Gabriella Page           | 52    |
| 35   | Nada Hafez               | 45,25 |
| 42   | Bhavani Devi Chadalavada | 37    |